# The Woman Who Came Back
Pour plus de détails, voir Fiche technique et Distribution.
The Woman Who Came Back est un film d'horreur américain réalisé par Walter Colmes (en) et sorti en 1945.

## Synopsis
Après un accident d'autocar, une femme originale est convaincue d'être une sorcière de plus de trois cents ans.

## Fiche technique
- Réalisation : Walter Colmes (en)
- Scénario : Dennis J. Cooper, Lee Willis et John H. Kafka
- Photographie : Henry Sharp
- Montage : John F. Link Sr. (en)
- Musique : Edward H. Plumb
- Producteur : Walter Colmes (en)
- Société de production : Walter Colmes Productions
- Société de distribution : Republic Pictures
- Pays de production :  États-Unis
- Langue originale : anglais américain
- Format : noir et blanc — 35 mm — 1,37:1 — son : mono (RCA Sound System)
- Genre : thriller, épouvante
- Durée : 68 minutes
- Date de sortie :
  - États-Unis : 13 décembre 1945

## Distribution
- John Loder : Dr Matt Adams
- Nancy Kelly : Lorna Webster
- Otto Kruger : Révérend Jim Stevens
- Ruth Ford : Ruth Gibson
- Harry Tyler : Noah
- Jeanne Gail : Peggy Gibson
- Almira Sessions : Bessie
- J. Farrell MacDonald : Shérif
- Emmett Vogan : Dr Peters